# Kanivenahalli, Pavagada
Kanivenahalli là một làng thuộc tehsil Pavagada, huyện Tumkur, bang Karnataka, Ấn Độ.